# Guvernul Vasile Tarlev (1)
Primul guvern Tarlev a fost un cabinet de miniștri care a guvernat Republica Moldova în perioada 19 aprilie 2001 - 19 aprilie 2005.

## Formarea guvernului Tarlev și programul de guvernare
La data de 11 aprilie 2001, prin decret al Președintelui Republicii Moldova, Vladimir Voronin, emis în temeiul art. 98 alin. (1) și (2) din Constituția țării, domnul Vasile Tarlev este desemnat în calitate de candidat pentru funcția de Prim-ministru și este autorizat să întocmească programul de activitate și lista Guvernului și să le prezinte Parlamentului spre examinare.
La data de 19 aprilie 2001, noul guvern primește votul de încredere acordat de Parlament. De asemenea a fost aprobat și programul de guvernare, intitulat "Renașterea economiei - renașterea țării".  Membrii guvernului depun jurământul de credință în prezența președintelui Vladimir Voronin.
Programul de guvernare se axa pe trei obiective majore, identificate de către Președintele Vladimir Voronin: conflictul transnistrean, reducerea sărăciei și combaterea corupției. În luarea de cuvânt după votul de învestire al Parlamentului, premierul Tarlev menționa că o condiție primordială pentru realizarea programului de guvernare este "colaborarea eficientă cu toate forțele politice și cu oamenii de bună-credință". 

## Componența cabinetului
| Minister                                                             | Nume                  | Portret                                                                | În funcție din    | Pînă la           |
| -------------------------------------------------------------------- | --------------------- | ---------------------------------------------------------------------- | ----------------- | ----------------- |
| Prim-ministru                                                        | Vasile Tarlev         |                                                                        | 19 aprilie 2001   | 19 aprilie 2005   |
| Viceprim-miniștri                                                    |                       |                                                                        |                   |                   |
| Prim-viceprim-ministru                                               | Vasile Iovv           |                                                                        | 29 ianuarie 2002  | 19 aprilie 2005   |
| Viceprim-ministru, Ministru al Agriculturii și Industriei Alimentare | Dmitrii Todoroglo     |                                                                        | 19 aprilie 2001   | 19 aprilie 2005   |
| Viceprim-ministru                                                    | Valerian Cristea      |                                                                        | 19 aprilie 2001   | 19 aprilie 2005   |
| Viceprim-ministru                                                    | Andrei Cucu           |                                                                        | 19 aprilie 2001   | 4 februarie 2002  |
| Viceprim-ministru                                                    | Ștefan Odagiu         |                                                                        | 14 mai 2002       | 2 iulie 2003      |
| Viceprim-ministru                                                    | Andrei Stratan        |                                                                        | 21 decembrie 2004 | 19 aprilie 2005   |
| Miniștri                                                             |                       |                                                                        |                   |                   |
| Ministru al Afacerilor Externe                                       | Nicolae Cernomaz      |                                                                        | 19 aprilie        | 27 iulie 2001     |
| Ministru al Afacerilor Externe                                       | Nicolae Dudău         |                                                                        | 3 septembrie 2001 | 4 februarie 2004  |
| Ministru al Afacerilor Externe                                       | Andrei Stratan        |                                                                        | 4 februarie 2004  | 19 aprilie 2005   |
| Ministru al Economiei                                                | Andrei Cucu           |                                                                        | 19 aprilie 2001   | 4 februarie 2002  |
| Ministru al Economiei                                                | Ștefan Odagiu         |                                                                        | 14 mai 2002       | 2 iulie 2003      |
| Ministru al Economiei                                                | Marian Lupu           | Marian Lupu Senate of Poland                                           | 5 august 2003     | 19 aprilie 2005   |
| Ministru al Finanțelor                                               | Mihail Manoli         |                                                                        | 19 aprilie 2001   | 7 februarie 2002  |
| Ministru al Finanțelor                                               | Zinaida Greceanîi     | Zinaida Greceanîi, 2014 (cropped)                                      | 26 februarie 2002 | 19 aprilie 2005   |
| Ministru al Ecologiei, Construcțiilor și Dezvoltării Teritoriului    | Gheorghe Duca         | Flickr - Ion Chibzii - The president of Academy of Sciences of Moldova | 19 aprilie 2001   | 13 februarie 2004 |
| Ministru al Ecologiei, Construcțiilor și Dezvoltării Teritoriului    | Constantin Mihăilescu |                                                                        | 19 martie 2004    | 19 aprilie 2005   |
| Ministru al Învățămîntului                                           | Ilie Vancea           |                                                                        | 19 aprilie 2001   | 26 februarie 2002 |
| Ministru al Învățămîntului                                           | Gheorghe Sima         |                                                                        | 26 februarie 2002 | 2 iulie 2003      |
| Ministru al Învățămîntului                                           | Valentin Beniuc       |                                                                        | 5 august 2003     | 19 aprilie 2005   |
| Ministru al Sănătății                                                | Andrei Gherman        |                                                                        | 19 aprilie 2001   | 19 aprilie 2005   |
| Ministru al Muncii și Protecției Sociale                             | Valerian Revenco      |                                                                        | 19 aprilie 2001   | 19 aprilie 2005   |
| Ministru al Culturii                                                 | Ion Păcuraru          |                                                                        | 19 aprilie 2001   | 23 decembrie 2002 |
| Ministru al Culturii                                                 | Veaceslav Madan       |                                                                        | 23 decembrie 2002 | 19 aprilie 2005   |
| Ministru al Justiției                                                | Ion Morei             |                                                                        | 19 aprilie 2001   | 12 februarie 2003 |
| Ministru al Justiției                                                | Vasile Dolghieru      |                                                                        | 12 februarie 2003 | 8 iulie 2004      |
| Ministru al Justiției                                                | Victoria Iftodi       |                                                                        | 8 iulie 2004      | 19 aprilie 2005   |
| Ministru al Afacerilor Interne                                       | Vasile Drăgănel       |                                                                        | 19 aprilie 2001   | 27 februarie 2002 |
| Ministru al Afacerilor Interne                                       | Gheorghe Papuc        |                                                                        | 27 februarie 2002 | 19 aprilie 2005   |
| Ministru al Apărării                                                 | Victor Gaiciuc        |                                                                        | 19 aprilie 2001   | 15 octombrie 2004 |
| Ministru al Apărării                                                 | Valeriu Pleșca        |                                                                        | 28 decembrie 2004 | 19 aprilie 2005   |
| Ministru al Reintegrării                                             | Vasilii Șova          | Vasilii Șova (2014-02-20)                                              | 12 decembrie 2002 | 19 aprilie 2005   |
| Ministru al Transporturilor și Comunicațiilor                        | Victor Țopa           |                                                                        | 19 aprilie        | 11 decembrie 2001 |
| Ministru al Transporturilor și Comunicațiilor                        | Anatolii Cupțov       |                                                                        | 11 decembrie 2001 | 13 noiembrie 2002 |
| Ministru al Transporturilor și Comunicațiilor                        | Vasile Zgardan        |                                                                        | 5 decembrie 2002  | 19 aprilie 2005   |
| Ministru al Industriei                                               | Mihail Garștea        |                                                                        | 19 aprilie 2001   | 19 aprilie 2005   |
| Ministru al Energeticii                                              | Ion Leșanu            |                                                                        | 19 aprilie        | 27 iulie 2001     |
| Ministru al Energeticii                                              | Iacob Timciuc         |                                                                        | 8 august 2001     | 19 aprilie 2005   |
| Membri ex-officio                                                    |                       |                                                                        |                   |                   |
| Președinte al Academiei de Științe a Moldovei                        | Gheorghe Duca         | Flickr - Ion Chibzii - The president of Academy of Sciences of Moldova | 24 august 2004    | 19 aprilie 2005   |
| Guvernatorul (Bașcanul) UTA Găgăuzia                                 | Dumitru Croitor       | Croitor                                                                | 19 aprilie 2001   | 15 noiembrie 2002 |
| Guvernatorul (Bașcanul) UTA Găgăuzia                                 | Gheorghe Tabunșcic    |                                                                        | 15 noiembrie 2002 | 19 aprilie 2005   |

## Legături externe
- Guvernul Tarlev-1 Arhivat în 24 iunie 2015, la Wayback Machine. pe interese.md

| Precedat(ă) de: Guvernul Dumitru Braghiș | Guvernul Vasile Tarlev (1) 19 aprilie 2001 - 19 aprilie 2005 | Succedat(ă) de: Guvernul Vasile Tarlev (2) |